# Copa São Paulo de Futebol Júnior de 2009
A Copa São Paulo de Futebol Júnior de 2009 foi a 40ª edição da competição. A famosa "copinha" é a maior competição de futebol júnior do Brasil e é disputada por clubes juniores de todo o país. Nessa edição, 88 clubes participantes foram divididos em 22 chaves, cada uma em uma cidade paulista. O campeão de 2008, o Figueirense (SC) estava no Grupo J, ao lado de Força (SP), Marília (SP) e Misto (MS). Já o Rio Branco (SP) que terminou com a segunda posição em 2008, ocupou o Grupo L, junto com Atlético Mineiro (MG), Juventus (SP) e Sergipe (SE).
O campeão foi o Sport Club Corinthians Paulista, que conquistou seu sétimo título ao vencer na final o Clube Atlético Paranaense, que chegou à decisão da competição pela primeira vez em sua história.
São Paulo foi o estado com o maior número de participantes (42). Todos os 27 estados brasileiros foram representados.

## Regulamento
Disputada entre 3 e 25 de janeiro, a Copa São Paulo de Futebol Júnior de 2009 foi composta de seis fases: primeira fase, segunda fase, oitavas-de-final, quartas-de-final, semifinal e final. A competição reuniu na sua primeira fase 88 times, que foram divididos em 22 grupos, nomeados com as letras do alfabeto (de A a V, portanto). Na primeira fase as equipes se enfrentaram dentro dos respectivos grupos, em turno único, classificando-se para a segunda fase os líderes de cada chave e os dez melhores colocados por índice técnico, independentemente do grupo a que pertenciam.
Caso ocorresse igualdade de pontos entre duas ou mais equipes, o desempate se daria de acordo com os seguintes critérios, nessa ordem:
1. Número de vitórias;
2. Saldo de gols;
3. Número de gols marcados;
4. Menor número de cartões vermelhos;
5. Menor número de cartões amarelos;
6. Confronto direto (somente no empate entre dois times)
7. Sorteio

A partir da segunda fase, a competição foi disputada no sistema de eliminatórias simples. Todos os confrontos que terminaram empatados a partir desta fase foram decididos em cobranças de pênaltis.

## Equipes participantes
| Estado              | Equipe                                 |           | Estado                                     | Equipe |
| ------------------- | -------------------------------------- | --------- | ------------------------------------------ | ------ |
| Acre                | Atlético Clube Juventus                | São Paulo | América Futebol Clube                      |        |
| Alagoas             | Clube de Regatas Brasil (CRB)          | São Paulo | Clube Atlético Sorocaba                    |        |
| Amazonas            | Nacional Futebol Clube                 | São Paulo | Grêmio Recreativo Barueri                  |        |
| Amapá               | Trem Desportivo Clube                  | São Paulo | Botafogo Futebol Clube                     |        |
| Bahia               | Esporte Clube Bahia                    | São Paulo | Campinas Futebol Clube                     |        |
| Bahia               | Fluminense de Feira Futebol Clube      | São Paulo | Sport Club Corinthians Paulista            |        |
| Bahia               | Esporte Clube Vitória                  | São Paulo | Desportivo Brasil Participações Ltda       |        |
| Ceará               | Ceará Sporting Club                    | São Paulo | Associação Ferroviária de Esportes         |        |
| Ceará               | Fortaleza Esporte Clube                | São Paulo | Associação Atlética Flamengo               |        |
| Distrito Federal    | Brasiliense Futebol Clube              | São Paulo | Força Esporte Clube                        |        |
| Espírito Santo      | Associação Jaguaré Esporte Clube       | São Paulo | Guarani Futebol Clube                      |        |
| Espírito Santo      | Rio Bananal Futebol Clube              | São Paulo | Jacareí Atlético Clube                     |        |
| Goiás               | Goiás Esporte Clube                    | São Paulo | Clube Atlético Juventus                    |        |
| Goiás               | Vila Nova Futebol Clube                | São Paulo | Clube Atlético Lemense                     |        |
| Maranhão            | Maranhão Atlético Clube                | São Paulo | Marília Atlético Clube                     |        |
| Mato Grosso         | Cuiabá Esporte Clube                   | São Paulo | Mirassol Futebol Clube                     |        |
| Mato Grosso         | União Esporte Clube                    | São Paulo | Mogi Mirim Esporte Clube                   |        |
| Mato Grosso do Sul  | Centro Esportivo Nova Esperança (CENE) | São Paulo | Nacional Atlético Clube                    |        |
| Mato Grosso do Sul  | Misto Esporte Clube                    | São Paulo | Esporte Clube Noroeste                     |        |
| Minas Gerais        | América Futebol Clube                  | São Paulo | Sociedade Esportiva Palmeiras              |        |
| Minas Gerais        | Clube Atlético Mineiro                 | São Paulo | Pão de Açúcar Esporte Clube                |        |
| Minas Gerais        | Cruzeiro Esporte Clube                 | São Paulo | Paulínia Futebol Clube                     |        |
| Minas Gerais        | Democrata Futebol Clube                | São Paulo | Paulista Futebol Clube                     |        |
| Pará                | Castanhal Esporte Clube                | São Paulo | Associação Atlética Ponte Preta            |        |
| Paraíba             | Centro Sportivo Paraibano              | São Paulo | Associação Portuguesa de Desportos         |        |
| Paraná              | Clube Atlético Paranaense              | São Paulo | Esporte Clube Primavera                    |        |
| Paraná              | Coritiba Foot Ball Club                | São Paulo | Rio Branco Esporte Clube                   |        |
| Paraná              | Londrina Esporte Clube                 | São Paulo | Rio Claro Futebol Clube                    |        |
| Paraná              | Paraná Clube                           | São Paulo | Rio Preto Esporte Clube                    |        |
| Pernambuco          | Clube Atlético do Porto                | São Paulo | São Bernardo Futebol Clube                 |        |
| Pernambuco          | Sociedade Esportiva Ypiranga FC        | São Paulo | Associação Desportiva São Caetano          |        |
| Piauí               | Esporte Clube Flamengo                 | São Paulo | São Carlos Futebol Clube                   |        |
| Rio de Janeiro      | Clube de Regatas do Flamengo           | São Paulo | São José Esporte Clube                     |        |
| Rio de Janeiro      | Fluminense Football Club               | São Paulo | São Paulo Futebol Clube                    |        |
| Rio de Janeiro      | Club de Regatas Vasco da Gama          | São Paulo | Esporte Clube Santo André                  |        |
| Rio Grande do Norte | ABC Futebol Clube                      | São Paulo | Santos Futebol Clube                       |        |
| Rio Grande do Sul   | Grêmio Foot-Ball Porto Alegrense       | São Paulo | Sertãozinho Futebol Clube                  |        |
| Rio Grande do Sul   | Sport Club Internacional               | São Paulo | Social Esportiva Vitória (SEV) Hortolândia |        |
| Rio Grande do Sul   | Esporte Clube Juventude                | São Paulo | Clube Atlético Taboão da Serra             |        |
| Rio Grande do Sul   | Esporte Clube São José                 | São Paulo | Esporte Clube Taubaté                      |        |
| Rondônia            | Clube Atlético Rondoniense             | São Paulo | União Agrícola Barbarense FC               |        |
| Roraima             | Baré Esporte Clube                     | São Paulo | União São João Esporte Clube               |        |
| Santa Catarina      | Avaí Futebol Clube                     | Sergipe   | Club Sportivo Sergipe                      |        |
| Santa Catarina      | Figueirense Futebol Clube              | Tocantins | Araguaína Futebol e Regatas                |        |

## Primeira fase

### Grupo A (São José do Rio Preto)
| Estádio Teixeirão, São José do Rio Preto | Estádio Teixeirão, São José do Rio Preto | Estádio Teixeirão, São José do Rio Preto | Estádio Teixeirão, São José do Rio Preto | Estádio Teixeirão, São José do Rio Preto | Estádio Teixeirão, São José do Rio Preto | Estádio Teixeirão, São José do Rio Preto | Estádio Teixeirão, São José do Rio Preto | Estádio Teixeirão, São José do Rio Preto | Estádio Teixeirão, São José do Rio Preto |
| Pos.                                     | Time                                     | Pts                                      | J                                        | V                                        | E                                        | D                                        | GP                                       | GS                                       | SG                                       |
| ---------------------------------------- | ---------------------------------------- | ---------------------------------------- | ---------------------------------------- | ---------------------------------------- | ---------------------------------------- | ---------------------------------------- | ---------------------------------------- | ---------------------------------------- | ---------------------------------------- |
| 1                                        | Santos                                   | 9                                        | 3                                        | 3                                        | 0                                        | 0                                        | 12                                       | 3                                        | +9                                       |
| 2                                        | América                                  | 6                                        | 3                                        | 2                                        | 0                                        | 1                                        | 9                                        | 8                                        | +1                                       |
| 3                                        | União                                    | 3                                        | 3                                        | 1                                        | 0                                        | 2                                        | 4                                        | 5                                        | -1                                       |
| 4                                        | CENE                                     | 0                                        | 3                                        | 0                                        | 0                                        | 3                                        | 4                                        | 13                                       | -9                                       |

| Data  | Hora  | Time 1  | Resultado | Time 2 |
| ----- | ----- | ------- | --------- | ------ |
| 04/01 | 16:30 | América | 1 – 0     | União  |
| 04/01 | 18:30 | Santos  | 4 – 0     | CENE   |
| 07/01 | 18:30 | América | 6 – 2     | CENE   |
| 07/01 | 20:30 | Santos  | 2 – 1     | União  |
| 11/01 | 09:00 | União   | 3 – 2     | CENE   |
| 11/01 | 11:00 | América | 2 – 6     | Santos |

### Grupo B (Campinas)
| Estádio Cerecamp, Campinas | Estádio Cerecamp, Campinas | Estádio Cerecamp, Campinas | Estádio Cerecamp, Campinas | Estádio Cerecamp, Campinas | Estádio Cerecamp, Campinas | Estádio Cerecamp, Campinas | Estádio Cerecamp, Campinas | Estádio Cerecamp, Campinas | Estádio Cerecamp, Campinas |
| Pos.                       | Time                       | Pts                        | J                          | V                          | E                          | D                          | GP                         | GS                         | SG                         |
| -------------------------- | -------------------------- | -------------------------- | -------------------------- | -------------------------- | -------------------------- | -------------------------- | -------------------------- | -------------------------- | -------------------------- |
| 1                          | Guarani                    | 7                          | 3                          | 2                          | 1                          | 0                          | 6                          | 3                          | +3                         |
| 2                          | Brasiliense                | 5                          | 3                          | 1                          | 2                          | 0                          | 4                          | 2                          | +2                         |
| 3                          | Campinas                   | 4                          | 3                          | 1                          | 1                          | 1                          | 8                          | 5                          | +3                         |
| 4                          | Flamengo                   | 0                          | 3                          | 0                          | 0                          | 3                          | 1                          | 9                          | -8                         |

| Data  | Hora  | Time 1      | Resultado | Time 2      |
| ----- | ----- | ----------- | --------- | ----------- |
| 04/01 | 09:00 | Campinas    | 5 – 1     | Flamengo    |
| 04/01 | 11:00 | Guarani     | 1 – 1     | Brasiliense |
| 07/01 | 14:00 | Campinas    | 1 – 1     | Brasiliense |
| 07/01 | 16:00 | Guarani     | 2 – 0     | Flamengo    |
| 11/01 | 09:00 | Brasiliense | 2 – 0     | Flamengo    |
| 11/01 | 11:00 | Campinas    | 2 – 3     | Guarani     |

### Grupo C (Itu)
| Estádio Novelli Jr., Itu | Estádio Novelli Jr., Itu | Estádio Novelli Jr., Itu | Estádio Novelli Jr., Itu | Estádio Novelli Jr., Itu | Estádio Novelli Jr., Itu | Estádio Novelli Jr., Itu | Estádio Novelli Jr., Itu | Estádio Novelli Jr., Itu | Estádio Novelli Jr., Itu |
| Pos.                     | Time                     | Pts                      | J                        | V                        | E                        | D                        | GP                       | GS                       | SG                       |
| ------------------------ | ------------------------ | ------------------------ | ------------------------ | ------------------------ | ------------------------ | ------------------------ | ------------------------ | ------------------------ | ------------------------ |
| 1                        | Cruzeiro                 | 9                        | 3                        | 3                        | 0                        | 0                        | 11                       | 1                        | +10                      |
| 2                        | Desportivo Brasil        | 6                        | 3                        | 2                        | 0                        | 1                        | 5                        | 2                        | +3                       |
| 3                        | Baré                     | 3                        | 3                        | 1                        | 0                        | 2                        | 2                        | 8                        | -6                       |
| 4                        | Rio Bananal              | 0                        | 3                        | 0                        | 0                        | 3                        | 2                        | 9                        | -7                       |

| Data  | Hora  | Time 1            | Resultado | Time 2      |
| ----- | ----- | ----------------- | --------- | ----------- |
| 03/01 | 18:30 | Desportivo Brasil | 3 – 0     | Baré        |
| 03/01 | 20:30 | Cruzeiro          | 5 – 1     | Rio Bananal |
| 06/01 | 14:00 | Desportivo Brasil | 2 – 0     | Rio Bananal |
| 06/01 | 16:00 | Cruzeiro          | 4 – 0     | Baré        |
| 11/01 | 14:00 | Rio Bananal       | 1 – 2     | Baré        |
| 11/01 | 16:00 | Desportivo Brasil | 0 – 2     | Cruzeiro    |

### Grupo D (Indaiatuba)
| Estádio Ítalo Mário Limongi, Indaiatuba | Estádio Ítalo Mário Limongi, Indaiatuba | Estádio Ítalo Mário Limongi, Indaiatuba | Estádio Ítalo Mário Limongi, Indaiatuba | Estádio Ítalo Mário Limongi, Indaiatuba | Estádio Ítalo Mário Limongi, Indaiatuba | Estádio Ítalo Mário Limongi, Indaiatuba | Estádio Ítalo Mário Limongi, Indaiatuba | Estádio Ítalo Mário Limongi, Indaiatuba | Estádio Ítalo Mário Limongi, Indaiatuba |
| Pos.                                    | Time                                    | Pts                                     | J                                       | V                                       | E                                       | D                                       | GP                                      | GS                                      | SG                                      |
| --------------------------------------- | --------------------------------------- | --------------------------------------- | --------------------------------------- | --------------------------------------- | --------------------------------------- | --------------------------------------- | --------------------------------------- | --------------------------------------- | --------------------------------------- |
| 1                                       | Juventude                               | 7                                       | 3                                       | 2                                       | 1                                       | 0                                       | 6                                       | 2                                       | +4                                      |
| 2                                       | São Caetano                             | 6                                       | 3                                       | 2                                       | 0                                       | 1                                       | 8                                       | 4                                       | +4                                      |
| 3                                       | Primavera                               | 4                                       | 3                                       | 1                                       | 1                                       | 1                                       | 5                                       | 5                                       | 0                                       |
| 4                                       | Trem                                    | 0                                       | 3                                       | 0                                       | 0                                       | 3                                       | 3                                       | 11                                      | -8                                      |

| Data  | Hora  | Time 1      | Resultado | Time 2      |
| ----- | ----- | ----------- | --------- | ----------- |
| 04/01 | 14:00 | Primavera   | 3 – 0     | Trem        |
| 04/01 | 16:00 | Juventude   | 1 – 0     | São Caetano |
| 07/01 | 14:00 | Primavera   | 1 – 4     | São Caetano |
| 07/01 | 16:00 | Juventude   | 4 – 1     | Trem        |
| 11/01 | 14:00 | São Caetano | 4 – 2     | Trem        |
| 11/01 | 16:00 | Primavera   | 1 – 1     | Juventude   |

### Grupo E (Cerquilho)
| Centro Olímpico, Cerquilho | Centro Olímpico, Cerquilho | Centro Olímpico, Cerquilho | Centro Olímpico, Cerquilho | Centro Olímpico, Cerquilho | Centro Olímpico, Cerquilho | Centro Olímpico, Cerquilho | Centro Olímpico, Cerquilho | Centro Olímpico, Cerquilho | Centro Olímpico, Cerquilho |
| Pos.                       | Time                       | Pts                        | J                          | V                          | E                          | D                          | GP                         | GS                         | SG                         |
| -------------------------- | -------------------------- | -------------------------- | -------------------------- | -------------------------- | -------------------------- | -------------------------- | -------------------------- | -------------------------- | -------------------------- |
| 1                          | Flamengo                   | 7                          | 3                          | 2                          | 1                          | 0                          | 7                          | 3                          | +4                         |
| 2                          | ABC                        | 6                          | 3                          | 2                          | 0                          | 1                          | 6                          | 5                          | +1                         |
| 3                          | Ituano                     | 3                          | 3                          | 1                          | 0                          | 2                          | 4                          | 6                          | -2                         |
| 4                          | União Barbarense           | 1                          | 3                          | 0                          | 1                          | 2                          | 3                          | 6                          | -3                         |

| Data  | Hora  | Time 1           | Resultado | Time 2           |
| ----- | ----- | ---------------- | --------- | ---------------- |
| 04/01 | 14:00 | Ituano           | 1 – 2     | ABC              |
| 04/01 | 16:00 | Flamengo         | 1 – 1     | União Barbarense |
| 07/01 | 16:00 | Ituano           | 2 – 0     | União Barbarense |
| 07/01 | 18:00 | Flamengo         | 2 – 1     | ABC              |
| 10/01 | 14:00 | União Barbarense | 2 – 3     | ABC              |
| 10/01 | 16:00 | Ituano           | 1 – 4     | Flamengo         |

### Grupo F (Taboão da Serra)
| Estádio José Ferez, Taboão da Serra | Estádio José Ferez, Taboão da Serra | Estádio José Ferez, Taboão da Serra | Estádio José Ferez, Taboão da Serra | Estádio José Ferez, Taboão da Serra | Estádio José Ferez, Taboão da Serra | Estádio José Ferez, Taboão da Serra | Estádio José Ferez, Taboão da Serra | Estádio José Ferez, Taboão da Serra | Estádio José Ferez, Taboão da Serra |
| Pos.                                | Time                                | Pts                                 | J                                   | V                                   | E                                   | D                                   | GP                                  | GS                                  | SG                                  |
| ----------------------------------- | ----------------------------------- | ----------------------------------- | ----------------------------------- | ----------------------------------- | ----------------------------------- | ----------------------------------- | ----------------------------------- | ----------------------------------- | ----------------------------------- |
| 1                                   | Fortaleza                           | 9                                   | 3                                   | 3                                   | 0                                   | 0                                   | 10                                  | 4                                   | +6                                  |
| 2                                   | Taboão da Serra                     | 6                                   | 3                                   | 2                                   | 0                                   | 1                                   | 6                                   | 6                                   | 0                                   |
| 3                                   | Rio Preto                           | 3                                   | 3                                   | 1                                   | 0                                   | 2                                   | 2                                   | 4                                   | -2                                  |
| 4                                   | Vitória                             | 0                                   | 3                                   | 0                                   | 0                                   | 3                                   | 4                                   | 8                                   | -4                                  |

| Data  | Hora  | Time 1          | Resultado | Time 2    |
| ----- | ----- | --------------- | --------- | --------- |
| 04/01 | 09:00 | Taboão da Serra | 1 – 0     | Rio Preto |
| 04/01 | 11:00 | Vitória         | 2 – 3     | Fortaleza |
| 07/01 | 14:00 | Taboão da Serra | 1 – 4     | Fortaleza |
| 07/01 | 16:00 | Vitória         | 0 – 1     | Rio Preto |
| 11/01 | 14:00 | Fortaleza       | 3 – 1     | Rio Preto |
| 11/01 | 16:00 | Taboão da Serra | 4 – 2     | Vitória   |

### Grupo G (Taubaté)
| Estádio Joaquim de Morais Filho, Taubaté | Estádio Joaquim de Morais Filho, Taubaté | Estádio Joaquim de Morais Filho, Taubaté | Estádio Joaquim de Morais Filho, Taubaté | Estádio Joaquim de Morais Filho, Taubaté | Estádio Joaquim de Morais Filho, Taubaté | Estádio Joaquim de Morais Filho, Taubaté | Estádio Joaquim de Morais Filho, Taubaté | Estádio Joaquim de Morais Filho, Taubaté | Estádio Joaquim de Morais Filho, Taubaté |
| Pos.                                     | Time                                     | Pts                                      | J                                        | V                                        | E                                        | D                                        | GP                                       | GS                                       | SG                                       |
| ---------------------------------------- | ---------------------------------------- | ---------------------------------------- | ---------------------------------------- | ---------------------------------------- | ---------------------------------------- | ---------------------------------------- | ---------------------------------------- | ---------------------------------------- | ---------------------------------------- |
| 1                                        | Grêmio                                   | 7                                        | 3                                        | 2                                        | 1                                        | 0                                        | 9                                        | 3                                        | +6                                       |
| 2                                        | Portuguesa                               | 6                                        | 3                                        | 2                                        | 0                                        | 1                                        | 6                                        | 4                                        | +2                                       |
| 3                                        | Taubaté                                  | 4                                        | 3                                        | 1                                        | 1                                        | 1                                        | 2                                        | 1                                        | +1                                       |
| 4                                        | Nacional                                 | 0                                        | 3                                        | 0                                        | 0                                        | 3                                        | 0                                        | 9                                        | -9                                       |

| Data  | Hora  | Time 1     | Resultado | Time 2     |
| ----- | ----- | ---------- | --------- | ---------- |
| 04/01 | 14:00 | Grêmio     | 4 – 3     | Portuguesa |
| 04/01 | 16:00 | Taubaté    | 2 – 0     | Nacional   |
| 08/01 | 18:30 | Taubaté    | 0 – 1     | Portuguesa |
| 08/01 | 20:30 | Grêmio     | 5 – 0     | Nacional   |
| 11/01 | 14:00 | Taubaté    | 0 – 0     | Grêmio     |
| 11/01 | 16:00 | Portuguesa | 2 – 0     | Nacional   |

### Grupo H (Jacareí)
| Estádio Stravos Papadopoulos, Jacareí | Estádio Stravos Papadopoulos, Jacareí | Estádio Stravos Papadopoulos, Jacareí | Estádio Stravos Papadopoulos, Jacareí | Estádio Stravos Papadopoulos, Jacareí | Estádio Stravos Papadopoulos, Jacareí | Estádio Stravos Papadopoulos, Jacareí | Estádio Stravos Papadopoulos, Jacareí | Estádio Stravos Papadopoulos, Jacareí | Estádio Stravos Papadopoulos, Jacareí |
| Pos.                                  | Time                                  | Pts                                   | J                                     | V                                     | E                                     | D                                     | GP                                    | GS                                    | SG                                    |
| ------------------------------------- | ------------------------------------- | ------------------------------------- | ------------------------------------- | ------------------------------------- | ------------------------------------- | ------------------------------------- | ------------------------------------- | ------------------------------------- | ------------------------------------- |
| 1                                     | Atlético Paranaense                   | 7                                     | 3                                     | 2                                     | 1                                     | 0                                     | 12                                    | 0                                     | +12                                   |
| 2                                     | Porto                                 | 4                                     | 3                                     | 1                                     | 1                                     | 1                                     | 4                                     | 4                                     | 0                                     |
| 3                                     | Paulista                              | 3                                     | 3                                     | 1                                     | 0                                     | 2                                     | 3                                     | 5                                     | -2                                    |
| 4                                     | Jacareí                               | 3                                     | 3                                     | 1                                     | 0                                     | 2                                     | 3                                     | 13                                    | -10                                   |

| Data  | Hora  | Time 1              | Resultado | Time 2              |
| ----- | ----- | ------------------- | --------- | ------------------- |
| 04/01 | 14:00 | Jacareí             | 0 – 2     | Paulista            |
| 04/01 | 16:00 | Atlético Paranaense | 0 – 0     | Porto               |
| 07/01 | 14:00 | Jacareí             | 3 – 1     | Porto               |
| 07/01 | 16:00 | Atlético Paranaense | 2 – 0     | Paulista            |
| 11/01 | 14:00 | Porto               | 3 – 1     | Paulista            |
| 11/01 | 16:00 | Jacareí             | 0 – 10    | Atlético Paranaense |

### Grupo I (Paulínia)
| Estádio Luís Perissinoto, Paulínia | Estádio Luís Perissinoto, Paulínia | Estádio Luís Perissinoto, Paulínia | Estádio Luís Perissinoto, Paulínia | Estádio Luís Perissinoto, Paulínia | Estádio Luís Perissinoto, Paulínia | Estádio Luís Perissinoto, Paulínia | Estádio Luís Perissinoto, Paulínia | Estádio Luís Perissinoto, Paulínia | Estádio Luís Perissinoto, Paulínia |
| Pos.                               | Time                               | Pts                                | J                                  | V                                  | E                                  | D                                  | GP                                 | GS                                 | SG                                 |
| ---------------------------------- | ---------------------------------- | ---------------------------------- | ---------------------------------- | ---------------------------------- | ---------------------------------- | ---------------------------------- | ---------------------------------- | ---------------------------------- | ---------------------------------- |
| 1                                  | Vila Nova                          | 7                                  | 3                                  | 2                                  | 1                                  | 0                                  | 10                                 | 4                                  | +6                                 |
| 2                                  | Paraná                             | 6                                  | 3                                  | 2                                  | 0                                  | 1                                  | 12                                 | 8                                  | +4                                 |
| 3                                  | Santo André                        | 4                                  | 3                                  | 1                                  | 1                                  | 1                                  | 6                                  | 5                                  | +1                                 |
| 4                                  | Paulínia                           | 0                                  | 3                                  | 0                                  | 0                                  | 3                                  | 3                                  | 14                                 | -11                                |

| Data  | Hora  | Time 1    | Resultado | Time 2      |
| ----- | ----- | --------- | --------- | ----------- |
| 04/01 | 14:00 | Paulínia  | 0 – 3     | Santo André |
| 04/01 | 17:00 | Vila Nova | 4 – 2     | Paraná      |
| 07/01 | 14:00 | Paulínia  | 2 – 6     | Paraná      |
| 07/01 | 16:00 | Vila Nova | 1 – 1     | Santo André |
| 11/01 | 14:00 | Paraná    | 4 – 2     | Santo André |
| 11/01 | 16:00 | Paulínia  | 1 – 5     | Vila Nova   |

### Grupo J (Osasco)
| Estádio José Liberatti, Osasco | Estádio José Liberatti, Osasco | Estádio José Liberatti, Osasco | Estádio José Liberatti, Osasco | Estádio José Liberatti, Osasco | Estádio José Liberatti, Osasco | Estádio José Liberatti, Osasco | Estádio José Liberatti, Osasco | Estádio José Liberatti, Osasco | Estádio José Liberatti, Osasco |
| Pos.                           | Time                           | Pts                            | J                              | V                              | E                              | D                              | GP                             | GS                             | SG                             |
| ------------------------------ | ------------------------------ | ------------------------------ | ------------------------------ | ------------------------------ | ------------------------------ | ------------------------------ | ------------------------------ | ------------------------------ | ------------------------------ |
| 1                              | Figueirense                    | 7                              | 3                              | 2                              | 1                              | 0                              | 7                              | 3                              | +4                             |
| 2                              | Marília                        | 6                              | 3                              | 2                              | 0                              | 1                              | 5                              | 4                              | +1                             |
| 3                              | Força                          | 4                              | 3                              | 1                              | 1                              | 1                              | 7                              | 5                              | +2                             |
| 4                              | Misto                          | 0                              | 3                              | 0                              | 0                              | 3                              | 1                              | 8                              | -7                             |

| Data  | Hora  | Time 1      | Resultado | Time 2      |
| ----- | ----- | ----------- | --------- | ----------- |
| 04/01 | 14:00 | Força       | 3 – 0     | Misto       |
| 04/01 | 16:00 | Figueirense | 2 – 0     | Marília     |
| 07/01 | 14:00 | Força       | 2 – 3     | Marília     |
| 07/01 | 16:00 | Figueirense | 3 – 1     | Misto       |
| 11/01 | 14:00 | Marília     | 2 – 0     | Misto       |
| 11/01 | 16:00 | Força       | 2 – 2     | Figueirense |

### Grupo K (São José dos Campos)
| Estádio Martins Pereira, São José dos Campos | Estádio Martins Pereira, São José dos Campos | Estádio Martins Pereira, São José dos Campos | Estádio Martins Pereira, São José dos Campos | Estádio Martins Pereira, São José dos Campos | Estádio Martins Pereira, São José dos Campos | Estádio Martins Pereira, São José dos Campos | Estádio Martins Pereira, São José dos Campos | Estádio Martins Pereira, São José dos Campos | Estádio Martins Pereira, São José dos Campos |
| Pos.                                         | Time                                         | Pts                                          | J                                            | V                                            | E                                            | D                                            | GP                                           | GS                                           | SG                                           |
| -------------------------------------------- | -------------------------------------------- | -------------------------------------------- | -------------------------------------------- | -------------------------------------------- | -------------------------------------------- | -------------------------------------------- | -------------------------------------------- | -------------------------------------------- | -------------------------------------------- |
| 1                                            | Internacional                                | 9                                            | 3                                            | 3                                            | 0                                            | 0                                            | 9                                            | 2                                            | +7                                           |
| 2                                            | Noroeste                                     | 3                                            | 3                                            | 1                                            | 0                                            | 2                                            | 7                                            | 6                                            | +1                                           |
| 3                                            | São José                                     | 3                                            | 3                                            | 1                                            | 0                                            | 2                                            | 5                                            | 8                                            | -3                                           |
| 4                                            | Araguaína                                    | 3                                            | 3                                            | 1                                            | 0                                            | 2                                            | 3                                            | 8                                            | -5                                           |

| Data  | Hora  | Time 1        | Resultado | Time 2        |
| ----- | ----- | ------------- | --------- | ------------- |
| 04/01 | 14:00 | Internacional | 3 – 1     | Noroeste      |
| 04/01 | 16:00 | São José      | 1 – 3     | Araguaína     |
| 08/01 | 14:00 | São José      | 3 – 2     | Noroeste      |
| 08/01 | 16:00 | Internacional | 3 – 0     | Araguaína     |
| 11/01 | 16:30 | Noroeste      | 4 – 0     | Araguaína     |
| 11/01 | 18:30 | São José      | 1 – 3     | Internacional |

### Grupo L (Americana)
| Estádio Décio Vitta, Americana | Estádio Décio Vitta, Americana | Estádio Décio Vitta, Americana | Estádio Décio Vitta, Americana | Estádio Décio Vitta, Americana | Estádio Décio Vitta, Americana | Estádio Décio Vitta, Americana | Estádio Décio Vitta, Americana | Estádio Décio Vitta, Americana | Estádio Décio Vitta, Americana |
| Pos.                           | Time                           | Pts                            | J                              | V                              | E                              | D                              | GP                             | GS                             | SG                             |
| ------------------------------ | ------------------------------ | ------------------------------ | ------------------------------ | ------------------------------ | ------------------------------ | ------------------------------ | ------------------------------ | ------------------------------ | ------------------------------ |
| 1                              | Rio Branco                     | 9                              | 3                              | 3                              | 0                              | 0                              | 7                              | 1                              | +6                             |
| 2                              | Juventus                       | 6                              | 3                              | 2                              | 0                              | 1                              | 8                              | 2                              | +6                             |
| 3                              | Atlético Mineiro               | 3                              | 3                              | 1                              | 0                              | 2                              | 3                              | 5                              | -2                             |
| 4                              | Sergipe                        | 0                              | 3                              | 0                              | 0                              | 3                              | 1                              | 11                             | -10                            |

| Data  | Hora  | Time 1           | Resultado | Time 2           |
| ----- | ----- | ---------------- | --------- | ---------------- |
| 05/01 | 18:30 | Rio Branco       | 2 – 0     | Sergipe          |
| 05/01 | 20:30 | Atlético Mineiro | 0 – 1     | Juventus         |
| 08/01 | 18:30 | Rio Branco       | 2 – 1     | Juventus         |
| 08/01 | 20:30 | Atlético Mineiro | 3 – 1     | Sergipe          |
| 11/01 | 14:00 | Juventus         | 6 – 0     | Sergipe          |
| 11/01 | 16:00 | Rio Branco       | 3 – 0     | Atlético Mineiro |

### Grupo M (Rio Claro)
| Estádio Augusto Schmidt Filho, Rio Claro | Estádio Augusto Schmidt Filho, Rio Claro | Estádio Augusto Schmidt Filho, Rio Claro | Estádio Augusto Schmidt Filho, Rio Claro | Estádio Augusto Schmidt Filho, Rio Claro | Estádio Augusto Schmidt Filho, Rio Claro | Estádio Augusto Schmidt Filho, Rio Claro | Estádio Augusto Schmidt Filho, Rio Claro | Estádio Augusto Schmidt Filho, Rio Claro | Estádio Augusto Schmidt Filho, Rio Claro |
| Pos.                                     | Time                                     | Pts                                      | J                                        | V                                        | E                                        | D                                        | GP                                       | GS                                       | SG                                       |
| ---------------------------------------- | ---------------------------------------- | ---------------------------------------- | ---------------------------------------- | ---------------------------------------- | ---------------------------------------- | ---------------------------------------- | ---------------------------------------- | ---------------------------------------- | ---------------------------------------- |
| 1                                        | São Paulo                                | 9                                        | 3                                        | 3                                        | 0                                        | 0                                        | 16                                       | 0                                        | +16                                      |
| 2                                        | Rio Claro                                | 6                                        | 3                                        | 2                                        | 0                                        | 1                                        | 3                                        | 1                                        | +2                                       |
| 3                                        | Ceará                                    | 3                                        | 3                                        | 1                                        | 0                                        | 2                                        | 4                                        | 10                                       | -6                                       |
| 4                                        | Juventus                                 | 0                                        | 3                                        | 0                                        | 0                                        | 3                                        | 3                                        | 15                                       | -12                                      |

| Data  | Hora  | Time 1    | Resultado | Time 2    |
| ----- | ----- | --------- | --------- | --------- |
| 03/01 | 16:30 | Rio Claro | 1 – 0     | Juventus  |
| 03/01 | 18:30 | São Paulo | 5 – 0     | Ceará     |
| 07/01 | 16:00 | Rio Claro | 2 – 0     | Ceará     |
| 07/01 | 18:00 | São Paulo | 10 – 0    | Juventus  |
| 10/01 | 14:00 | Ceará     | 4 – 3     | Juventus  |
| 10/01 | 16:00 | Rio Claro | 0 – 1     | São Paulo |

### Grupo N (Barueri)
| Arena Barueri, Barueri | Arena Barueri, Barueri | Arena Barueri, Barueri | Arena Barueri, Barueri | Arena Barueri, Barueri | Arena Barueri, Barueri | Arena Barueri, Barueri | Arena Barueri, Barueri | Arena Barueri, Barueri | Arena Barueri, Barueri |
| Pos.                   | Time                   | Pts                    | J                      | V                      | E                      | D                      | GP                     | GS                     | SG                     |
| ---------------------- | ---------------------- | ---------------------- | ---------------------- | ---------------------- | ---------------------- | ---------------------- | ---------------------- | ---------------------- | ---------------------- |
| 1                      | Barueri                | 9                      | 3                      | 3                      | 0                      | 0                      | 10                     | 4                      | +6                     |
| 2                      | São José               | 6                      | 3                      | 2                      | 0                      | 1                      | 11                     | 6                      | +5                     |
| 3                      | CRB                    | 3                      | 3                      | 1                      | 0                      | 2                      | 4                      | 6                      | -2                     |
| 4                      | Londrina               | 0                      | 3                      | 0                      | 0                      | 3                      | 5                      | 14                     | -9                     |

| Data  | Hora  | Time 1   | Resultado | Time 2   |
| ----- | ----- | -------- | --------- | -------- |
| 04/01 | 14:00 | Barueri  | 2 – 1     | São José |
| 04/01 | 16:00 | CRB      | 2 – 0     | Londrina |
| 07/01 | 14:00 | Barueri  | 4 – 2     | Londrina |
| 07/01 | 16:00 | CRB      | 1 – 2     | São José |
| 11/01 | 14:00 | Londrina | 3 – 8     | São José |
| 11/01 | 16:00 | Barueri  | 4 – 1     | CRB      |

### Grupo O (Araraquara)
| Estádio Cândido de Barros, Araraquara | Estádio Cândido de Barros, Araraquara | Estádio Cândido de Barros, Araraquara | Estádio Cândido de Barros, Araraquara | Estádio Cândido de Barros, Araraquara | Estádio Cândido de Barros, Araraquara | Estádio Cândido de Barros, Araraquara | Estádio Cândido de Barros, Araraquara | Estádio Cândido de Barros, Araraquara | Estádio Cândido de Barros, Araraquara |
| Pos.                                  | Time                                  | Pts                                   | J                                     | V                                     | E                                     | D                                     | GP                                    | GS                                    | SG                                    |
| ------------------------------------- | ------------------------------------- | ------------------------------------- | ------------------------------------- | ------------------------------------- | ------------------------------------- | ------------------------------------- | ------------------------------------- | ------------------------------------- | ------------------------------------- |
| 1                                     | Palmeiras                             | 9                                     | 3                                     | 3                                     | 0                                     | 0                                     | 11                                    | 5                                     | +6                                    |
| 2                                     | Ferroviária                           | 4                                     | 3                                     | 1                                     | 1                                     | 1                                     | 6                                     | 6                                     | 0                                     |
| 3                                     | Castanhal                             | 2                                     | 3                                     | 0                                     | 2                                     | 1                                     | 5                                     | 6                                     | -1                                    |
| 4                                     | Cuiabá                                | 1                                     | 3                                     | 0                                     | 1                                     | 2                                     | 3                                     | 8                                     | -5                                    |

| Data  | Hora  | Time 1      | Resultado | Time 2      |
| ----- | ----- | ----------- | --------- | ----------- |
| 03/01 | 14:00 | Ferroviária | 2 – 2     | Castanhal   |
| 03/01 | 16:00 | Palmeiras   | 5 – 1     | Cuiabá      |
| 06/01 | 16:00 | Ferroviária | 2 – 1     | Cuiabá      |
| 06/01 | 18:00 | Palmeiras   | 3 – 2     | Castanhal   |
| 11/01 | 14:00 | Castanhal   | 1 – 1     | Cuiabá      |
| 11/01 | 16:00 | Palmeiras   | 3 – 2     | Ferroviária |

### Grupo P (Araras)
| Estádio Hermínio Ometto, Araras | Estádio Hermínio Ometto, Araras | Estádio Hermínio Ometto, Araras | Estádio Hermínio Ometto, Araras | Estádio Hermínio Ometto, Araras | Estádio Hermínio Ometto, Araras | Estádio Hermínio Ometto, Araras | Estádio Hermínio Ometto, Araras | Estádio Hermínio Ometto, Araras | Estádio Hermínio Ometto, Araras |
| Pos.                            | Time                            | Pts                             | J                               | V                               | E                               | D                               | GP                              | GS                              | SG                              |
| ------------------------------- | ------------------------------- | ------------------------------- | ------------------------------- | ------------------------------- | ------------------------------- | ------------------------------- | ------------------------------- | ------------------------------- | ------------------------------- |
| 1                               | Atlético Sorocaba               | 9                               | 3                               | 3                               | 0                               | 0                               | 10                              | 4                               | +6                              |
| 2                               | União São João                  | 4                               | 3                               | 1                               | 1                               | 1                               | 3                               | 6                               | -3                              |
| 3                               | Bahia                           | 2                               | 3                               | 0                               | 2                               | 1                               | 5                               | 6                               | -1                              |
| 4                               | Botafogo                        | 1                               | 3                               | 0                               | 1                               | 2                               | 5                               | 7                               | -2                              |

| Data  | Hora  | Time 1            | Resultado | Time 2            |
| ----- | ----- | ----------------- | --------- | ----------------- |
| 04/01 | 14:00 | União São João    | 1 – 0     | Botafogo          |
| 04/01 | 16:00 | Atlético Sorocaba | 2 – 1     | Bahia             |
| 07/01 | 14:00 | União São João    | 2 – 2     | Bahia             |
| 07/01 | 16:00 | Atlético Sorocaba | 4 – 3     | Botafogo          |
| 11/01 | 14:00 | Bahia             | 2 – 2     | Botafogo          |
| 11/01 | 16:00 | União São João    | 0 – 4     | Atlético Sorocaba |

### Grupo Q (Leme)
| Estádio Bruno Lazzarini, Leme | Estádio Bruno Lazzarini, Leme | Estádio Bruno Lazzarini, Leme | Estádio Bruno Lazzarini, Leme | Estádio Bruno Lazzarini, Leme | Estádio Bruno Lazzarini, Leme | Estádio Bruno Lazzarini, Leme | Estádio Bruno Lazzarini, Leme | Estádio Bruno Lazzarini, Leme | Estádio Bruno Lazzarini, Leme |
| Pos.                          | Time                          | Pts                           | J                             | V                             | E                             | D                             | GP                            | GS                            | SG                            |
| ----------------------------- | ----------------------------- | ----------------------------- | ----------------------------- | ----------------------------- | ----------------------------- | ----------------------------- | ----------------------------- | ----------------------------- | ----------------------------- |
| 1                             | Vasco da Gama                 | 6                             | 3                             | 2                             | 0                             | 1                             | 9                             | 6                             | +3                            |
| 2                             | Lemense                       | 6                             | 3                             | 2                             | 0                             | 1                             | 6                             | 5                             | +1                            |
| 3                             | Atlético Rondoniense          | 3                             | 3                             | 1                             | 0                             | 2                             | 5                             | 6                             | -1                            |
| 4                             | Mogi Mirim                    | 3                             | 3                             | 1                             | 0                             | 2                             | 4                             | 7                             | -3                            |

| Data  | Hora  | Time 1     | Resultado | Time 2               |
| ----- | ----- | ---------- | --------- | -------------------- |
| 03/01 | 18:30 | Lemense    | 2 – 1     | Atlético Rondoniense |
| 03/01 | 20:30 | Vasco      | 4 – 1     | Mogi Mirim           |
| 06/01 | 16:00 | Lemense    | 1 – 2     | Mogi Mirim           |
| 06/01 | 18:00 | Vasco      | 3 – 2     | Atlético Rondoniense |
| 10/01 | 16:30 | Mogi Mirim | 1 – 2     | Atlético Rondoniense |
| 10/01 | 18:30 | Lemense    | 3 – 2     | Vasco                |

### Grupo R (Embu das Artes)
| Estádio Hermínio Esposito, Embu das Artes | Estádio Hermínio Esposito, Embu das Artes | Estádio Hermínio Esposito, Embu das Artes | Estádio Hermínio Esposito, Embu das Artes | Estádio Hermínio Esposito, Embu das Artes | Estádio Hermínio Esposito, Embu das Artes | Estádio Hermínio Esposito, Embu das Artes | Estádio Hermínio Esposito, Embu das Artes | Estádio Hermínio Esposito, Embu das Artes | Estádio Hermínio Esposito, Embu das Artes |
| Pos.                                      | Time                                      | Pts                                       | J                                         | V                                         | E                                         | D                                         | GP                                        | GS                                        | SG                                        |
| ----------------------------------------- | ----------------------------------------- | ----------------------------------------- | ----------------------------------------- | ----------------------------------------- | ----------------------------------------- | ----------------------------------------- | ----------------------------------------- | ----------------------------------------- | ----------------------------------------- |
| 1                                         | Goiás                                     | 7                                         | 3                                         | 2                                         | 1                                         | 0                                         | 11                                        | 2                                         | +9                                        |
| 2                                         | Mirassol                                  | 5                                         | 3                                         | 1                                         | 2                                         | 0                                         | 10                                        | 2                                         | +8                                        |
| 3                                         | Pão de Açucar                             | 4                                         | 3                                         | 1                                         | 1                                         | 1                                         | 3                                         | 4                                         | -1                                        |
| 4                                         | Maranhão                                  | 0                                         | 3                                         | 0                                         | 0                                         | 3                                         | 0                                         | 16                                        | -16                                       |

| Data  | Hora  | Time 1        | Resultado | Time 2   |
| ----- | ----- | ------------- | --------- | -------- |
| 04/01 | 14:00 | Pão de Açucar | 1 – 0     | Maranhão |
| 04/01 | 16:00 | Goiás         | 1 – 1     | Mirassol |
| 07/01 | 14:00 | Pão de Açucar | 1 – 1     | Mirassol |
| 07/01 | 16:00 | Goiás         | 7 – 0     | Maranhão |
| 11/01 | 14:00 | Mirassol      | 8 – 0     | Maranhão |
| 11/01 | 16:00 | Pão de Açucar | 1 – 3     | Goiás    |

### Grupo S (São Carlos)
| Estádio Prof. Luís Augusto de Oliveira, São Carlos | Estádio Prof. Luís Augusto de Oliveira, São Carlos | Estádio Prof. Luís Augusto de Oliveira, São Carlos | Estádio Prof. Luís Augusto de Oliveira, São Carlos | Estádio Prof. Luís Augusto de Oliveira, São Carlos | Estádio Prof. Luís Augusto de Oliveira, São Carlos | Estádio Prof. Luís Augusto de Oliveira, São Carlos | Estádio Prof. Luís Augusto de Oliveira, São Carlos | Estádio Prof. Luís Augusto de Oliveira, São Carlos | Estádio Prof. Luís Augusto de Oliveira, São Carlos |
| Pos.                                               | Time                                               | Pts                                                | J                                                  | V                                                  | E                                                  | D                                                  | GP                                                 | GS                                                 | SG                                                 |
| -------------------------------------------------- | -------------------------------------------------- | -------------------------------------------------- | -------------------------------------------------- | -------------------------------------------------- | -------------------------------------------------- | -------------------------------------------------- | -------------------------------------------------- | -------------------------------------------------- | -------------------------------------------------- |
| 1                                                  | Corinthians                                        | 7                                                  | 3                                                  | 2                                                  | 1                                                  | 0                                                  | 5                                                  | 1                                                  | +4                                                 |
| 2                                                  | CSP                                                | 5                                                  | 3                                                  | 1                                                  | 2                                                  | 0                                                  | 2                                                  | 1                                                  | +1                                                 |
| 3                                                  | São Carlos                                         | 4                                                  | 3                                                  | 1                                                  | 1                                                  | 1                                                  | 1                                                  | 1                                                  | 0                                                  |
| 4                                                  | Democrata                                          | 0                                                  | 3                                                  | 0                                                  | 0                                                  | 3                                                  | 0                                                  | 5                                                  | -5                                                 |

| Data  | Hora  | Time 1      | Resultado | Time 2      |
| ----- | ----- | ----------- | --------- | ----------- |
| 03/01 | 14:00 | São Carlos  | 1 – 0     | Democrata   |
| 03/01 | 16:00 | Corinthians | 1 – 1     | CSP         |
| 06/01 | 18:30 | São Carlos  | 0 – 0     | CSP         |
| 06/01 | 20:30 | Corinthians | 3 – 0     | Democrata   |
| 10/01 | 18:30 | CSP         | 1 – 0     | Democrata   |
| 10/01 | 20:30 | São Carlos  | 0 – 1     | Corinthians |

### Grupo T (São Bernardo do Campo)
| Estádio Baetão, São Bernardo do Campo | Estádio Baetão, São Bernardo do Campo | Estádio Baetão, São Bernardo do Campo | Estádio Baetão, São Bernardo do Campo | Estádio Baetão, São Bernardo do Campo | Estádio Baetão, São Bernardo do Campo | Estádio Baetão, São Bernardo do Campo | Estádio Baetão, São Bernardo do Campo | Estádio Baetão, São Bernardo do Campo | Estádio Baetão, São Bernardo do Campo |
| Pos.                                  | Time                                  | Pts                                   | J                                     | V                                     | E                                     | D                                     | GP                                    | GS                                    | SG                                    |
| ------------------------------------- | ------------------------------------- | ------------------------------------- | ------------------------------------- | ------------------------------------- | ------------------------------------- | ------------------------------------- | ------------------------------------- | ------------------------------------- | ------------------------------------- |
| 1                                     | Ponte Preta                           | 7                                     | 3                                     | 2                                     | 1                                     | 0                                     | 5                                     | 0                                     | +5                                    |
| 2                                     | São Bernardo                          | 5                                     | 3                                     | 1                                     | 2                                     | 0                                     | 5                                     | 1                                     | +4                                    |
| 3                                     | Fluminense de Feira                   | 3                                     | 3                                     | 1                                     | 0                                     | 2                                     | 2                                     | 9                                     | -7                                    |
| 4                                     | Coritiba                              | 1                                     | 3                                     | 0                                     | 1                                     | 2                                     | 2                                     | 4                                     | -2                                    |

| Data  | Hora  | Time 1       | Resultado | Time 2              |
| ----- | ----- | ------------ | --------- | ------------------- |
| 05/01 | 16:00 | Coritiba     | 0 – 1     | Ponte Preta         |
| 05/01 | 18:00 | São Bernardo | 4 – 0     | Fluminense de Feira |
| 07/01 | 14:00 | São Bernardo | 0 – 0     | Ponte Preta         |
| 07/01 | 16:00 | Coritiba     | 1 – 2     | Fluminense de Feira |
| 11/01 | 14:00 | Ponte Preta  | 4 – 0     | Fluminense de Feira |
| 11/01 | 16:00 | São Bernardo | 1 – 1     | Coritiba            |

### Grupo U (Guarulhos)
| Estádio Ninho do Corvo, Guarulhos | Estádio Ninho do Corvo, Guarulhos | Estádio Ninho do Corvo, Guarulhos | Estádio Ninho do Corvo, Guarulhos | Estádio Ninho do Corvo, Guarulhos | Estádio Ninho do Corvo, Guarulhos | Estádio Ninho do Corvo, Guarulhos | Estádio Ninho do Corvo, Guarulhos | Estádio Ninho do Corvo, Guarulhos | Estádio Ninho do Corvo, Guarulhos |
| Pos.                              | Time                              | Pts                               | J                                 | V                                 | E                                 | D                                 | GP                                | GS                                | SG                                |
| --------------------------------- | --------------------------------- | --------------------------------- | --------------------------------- | --------------------------------- | --------------------------------- | --------------------------------- | --------------------------------- | --------------------------------- | --------------------------------- |
| 1                                 | Fluminense                        | 9                                 | 3                                 | 3                                 | 0                                 | 0                                 | 9                                 | 1                                 | +8                                |
| 2                                 | Sertãozinho                       | 6                                 | 3                                 | 2                                 | 0                                 | 1                                 | 5                                 | 2                                 | +3                                |
| 3                                 | Flamengo                          | 3                                 | 3                                 | 1                                 | 0                                 | 2                                 | 3                                 | 8                                 | -5                                |
| 4                                 | Jaguaré                           | 0                                 | 3                                 | 0                                 | 0                                 | 3                                 | 0                                 | 6                                 | -6                                |

| Data  | Hora  | Time 1     | Resultado | Time 2      |
| ----- | ----- | ---------- | --------- | ----------- |
| 03/01 | 14:00 | Fluminense | 1 – 0     | Sertãozinho |
| 03/01 | 16:00 | Flamengo   | 1 – 0     | Jaguaré     |
| 07/01 | 14:00 | Flamengo   | 1 – 2     | Sertãozinho |
| 07/01 | 16:00 | Fluminense | 2 – 0     | Jaguaré     |
| 10/01 | 14:00 | Flamengo   | 1 – 6     | Fluminense  |
| 10/01 | 16:00 | Jaguaré    | 0 – 3     | Sertãozinho |

### Grupo V (São Paulo)
| Estádio Nicolau Alayon, São Paulo | Estádio Nicolau Alayon, São Paulo | Estádio Nicolau Alayon, São Paulo | Estádio Nicolau Alayon, São Paulo | Estádio Nicolau Alayon, São Paulo | Estádio Nicolau Alayon, São Paulo | Estádio Nicolau Alayon, São Paulo | Estádio Nicolau Alayon, São Paulo | Estádio Nicolau Alayon, São Paulo | Estádio Nicolau Alayon, São Paulo |
| Pos.                              | Time                              | Pts                               | J                                 | V                                 | E                                 | D                                 | GP                                | GS                                | SG                                |
| --------------------------------- | --------------------------------- | --------------------------------- | --------------------------------- | --------------------------------- | --------------------------------- | --------------------------------- | --------------------------------- | --------------------------------- | --------------------------------- |
| 1                                 | América                           | 6                                 | 3                                 | 2                                 | 0                                 | 1                                 | 10                                | 3                                 | +7                                |
| 2                                 | Avaí                              | 6                                 | 3                                 | 2                                 | 0                                 | 1                                 | 7                                 | 3                                 | +4                                |
| 3                                 | Nacional                          | 4                                 | 3                                 | 1                                 | 1                                 | 1                                 | 2                                 | 2                                 | 0                                 |
| 4                                 | Ypiranga                          | 1                                 | 3                                 | 0                                 | 1                                 | 2                                 | 1                                 | 12                                | -11                               |

| Data  | Hora  | Time 1   | Resultado | Time 2   |
| ----- | ----- | -------- | --------- | -------- |
| 04/01 | 14:00 | Nacional | 0 – 0     | Ypiranga |
| 04/01 | 16:00 | Avaí     | 1 – 2     | América  |
| 07/01 | 14:00 | Nacional | 1 – 0     | América  |
| 07/01 | 16:00 | Avaí     | 4 – 0     | Ypiranga |
| 11/01 | 14:00 | Ypiranga | 1 – 8     | América  |
| 11/01 | 16:00 | Nacional | 1 – 2     | Avái     |

### Índice técnico
| Pos. | Time              | Gr. | Pts | J | V | E | D | GP | GS | SG | Expulso | Penalizado com cartão amarelo |
| ---- | ----------------- | --- | --- | - | - | - | - | -- | -- | -- | ------- | ----------------------------- |
| 1    | Juventus          | L   | 6   | 3 | 2 | 0 | 1 | 8  | 2  | +6 |         |                               |
| 2    | São José          | N   | 6   | 3 | 2 | 0 | 1 | 11 | 6  | +5 |         |                               |
| 3    | Paraná            | I   | 6   | 3 | 2 | 0 | 1 | 12 | 8  | +4 |         |                               |
| 4    | São Caetano       | D   | 6   | 3 | 2 | 0 | 1 | 8  | 4  | +4 |         |                               |
| 5    | Avaí              | V   | 6   | 3 | 2 | 0 | 1 | 7  | 3  | +4 |         |                               |
| 6    | Desportivo Brasil | C   | 6   | 3 | 2 | 0 | 1 | 5  | 2  | +3 | 0       | 5                             |
| 7    | Sertãozinho       | U   | 6   | 3 | 2 | 0 | 1 | 5  | 2  | +3 | 2       | 6                             |
| 8    | Portuguesa        | G   | 6   | 3 | 2 | 0 | 1 | 6  | 4  | +2 |         |                               |
| 9    | Rio Claro         | M   | 6   | 3 | 2 | 0 | 1 | 3  | 1  | +2 |         |                               |
| 10   | América           | A   | 6   | 3 | 2 | 0 | 1 | 9  | 8  | +1 |         |                               |
| 11   | Lemense           | Q   | 6   | 3 | 2 | 0 | 1 | 6  | 5  | +1 | 0       | 14                            |
| 12   | ABC               | E   | 6   | 3 | 2 | 0 | 1 | 6  | 5  | +1 | 1       | 4                             |
| 13   | Marília           | J   | 6   | 3 | 2 | 0 | 1 | 5  | 4  | +1 |         |                               |
| 14   | Taboão da Serra   | F   | 6   | 3 | 2 | 0 | 1 | 6  | 6  | 0  |         |                               |
| 15   | Mirassol          | R   | 5   | 3 | 1 | 2 | 0 | 10 | 2  | +8 |         |                               |
| 16   | São Bernardo      | T   | 5   | 3 | 1 | 2 | 0 | 5  | 1  | +4 |         |                               |
| 17   | Brasiliense       | B   | 5   | 3 | 1 | 2 | 0 | 4  | 2  | +2 |         |                               |
| 18   | CSP               | S   | 5   | 3 | 1 | 2 | 0 | 2  | 1  | +1 |         |                               |
| 19   | Ferroviária       | O   | 4   | 3 | 1 | 1 | 1 | 6  | 6  | 0  |         |                               |
| 20   | Porto             | H   | 4   | 3 | 1 | 1 | 1 | 4  | 4  | 0  |         |                               |
| 21   | União São João    | P   | 4   | 3 | 1 | 1 | 1 | 3  | 6  | -3 |         |                               |
| 22   | Noroeste          | K   | 3   | 3 | 1 | 0 | 2 | 7  | 6  | +1 |         |                               |

## Fase final

### Tabela
As letras indicam os primeiros colocados dos grupos e os números indicam os classificados pelo índice técnico.
|  | Segunda fase | Segunda fase    | Segunda fase    |       |               | Oitavas-de-finais | Oitavas-de-finais | Oitavas-de-finais |  |    | Quartas-de-finais | Quartas-de-finais | Quartas-de-finais |  |    | Semifinais      | Semifinais | Semifinais |  |   | Finais          | Finais      | Finais |
|  |              |                 |                 |       |               |                   |                   |                   |  |    |                   |                   |                   |  |    |                 |            |            |  |   |                 |             |        |
|  | A            | Santos          | 4               |       |               |                   |                   |                   |  |    |                   |                   |                   |  |    |                 |            |            |  |   |                 |             |        |
|  | B            | Guarani         | 0               |       |               |                   |                   |                   |  |    |                   |                   |                   |  |    |                 |            |            |  |   |                 |             |        |
|  | B            | Guarani         | 0               |       | A             | Santos            | 1                 |                   |  |    |                   |                   |                   |  |    |                 |            |            |  |   |                 |             |        |
|  |              |                 |                 |       | A             | Santos            | 1                 |                   |  |    |                   |                   |                   |  |    |                 |            |            |  |   |                 |             |        |
|  |              | C               | Cruzeiro        | 2     |               |                   |                   |                   |  |    |                   |                   |                   |  |    |                 |            |            |  |   |                 |             |        |
|  | C            | C               | Cruzeiro        | 2     | Cruzeiro      | 5                 |                   |                   |  |    |                   |                   |                   |  |    |                 |            |            |  |   |                 |             |        |
|  | C            |                 |                 |       | Cruzeiro      | 5                 |                   |                   |  |    |                   |                   |                   |  |    |                 |            |            |  |   |                 |             |        |
|  | D            | Juventude       | 0               |       |               |                   |                   |                   |  |    |                   |                   |                   |  |    |                 |            |            |  |   |                 |             |        |
|  | D            | Juventude       | 0               |       |               |                   |                   |                   |  | C  | Cruzeiro          | 4                 |                   |  |    |                 |            |            |  |   |                 |             |        |
|  |              |                 |                 |       |               |                   |                   |                   |  | C  | Cruzeiro          | 4                 |                   |  |    |                 |            |            |  |   |                 |             |        |
|  |              | H               | Atl. Paranaense | 5     |               |                   |                   |                   |  |    |                   |                   |                   |  |    |                 |            |            |  |   |                 |             |        |
|  | E            | H               | Atl. Paranaense | 5     | Flamengo      | 4                 |                   |                   |  |    |                   |                   |                   |  |    |                 |            |            |  |   |                 |             |        |
|  | E            |                 |                 |       | Flamengo      | 4                 |                   |                   |  |    |                   |                   |                   |  |    |                 |            |            |  |   |                 |             |        |
|  | F            | Fortaleza       | 5               |       |               |                   |                   |                   |  |    |                   |                   |                   |  |    |                 |            |            |  |   |                 |             |        |
|  | F            | Fortaleza       | 5               |       | F             | Fortaleza         | 1 (2)             |                   |  |    |                   |                   |                   |  |    |                 |            |            |  |   |                 |             |        |
|  |              |                 |                 |       | F             | Fortaleza         | 1 (2)             |                   |  |    |                   |                   |                   |  |    |                 |            |            |  |   |                 |             |        |
|  |              | H               | Atl. Paranaense | 1 (4) |               |                   |                   |                   |  |    |                   |                   |                   |  |    |                 |            |            |  |   |                 |             |        |
|  | G            | H               | Atl. Paranaense | 1 (4) | Grêmio        | 1                 |                   |                   |  |    |                   |                   |                   |  |    |                 |            |            |  |   |                 |             |        |
|  | G            |                 |                 |       | Grêmio        | 1                 |                   |                   |  |    |                   |                   |                   |  |    |                 |            |            |  |   |                 |             |        |
|  | H            | Atl. Paranaense | 2               |       |               |                   |                   |                   |  |    |                   |                   |                   |  |    |                 |            |            |  |   |                 |             |        |
|  | H            | Atl. Paranaense | 2               |       |               |                   |                   |                   |  |    |                   |                   |                   |  | H  | Atl. Paranaense | 2          |            |  |   |                 |             |        |
|  |              |                 |                 |       |               |                   |                   |                   |  |    |                   |                   |                   |  | H  | Atl. Paranaense | 2          |            |  |   |                 |             |        |
|  |              | M               | São Paulo       | 1     |               |                   |                   |                   |  |    |                   |                   |                   |  |    |                 |            |            |  |   |                 |             |        |
|  | I            | M               | São Paulo       | 1     | Vila Nova     | 1 (2)             |                   |                   |  |    |                   |                   |                   |  |    |                 |            |            |  |   |                 |             |        |
|  | I            |                 |                 |       | Vila Nova     | 1 (2)             |                   |                   |  |    |                   |                   |                   |  |    |                 |            |            |  |   |                 |             |        |
|  | J            | Figueirense     | 1 (4)           |       |               |                   |                   |                   |  |    |                   |                   |                   |  |    |                 |            |            |  |   |                 |             |        |
|  | J            | Figueirense     | 1 (4)           |       | J             | Figueirense       | 0                 |                   |  |    |                   |                   |                   |  |    |                 |            |            |  |   |                 |             |        |
|  |              |                 |                 |       | J             | Figueirense       | 0                 |                   |  |    |                   |                   |                   |  |    |                 |            |            |  |   |                 |             |        |
|  |              | K               | Internacional   | 2     |               |                   |                   |                   |  |    |                   |                   |                   |  |    |                 |            |            |  |   |                 |             |        |
|  | K            | K               | Internacional   | 2     | Internacional | 4                 |                   |                   |  |    |                   |                   |                   |  |    |                 |            |            |  |   |                 |             |        |
|  | K            |                 |                 |       | Internacional | 4                 |                   |                   |  |    |                   |                   |                   |  |    |                 |            |            |  |   |                 |             |        |
|  | L            | Rio Branco      | 0               |       |               |                   |                   |                   |  |    |                   |                   |                   |  |    |                 |            |            |  |   |                 |             |        |
|  | L            | Rio Branco      | 0               |       |               |                   |                   |                   |  | K  | Internacional     | 2 (5)             |                   |  |    |                 |            |            |  |   |                 |             |        |
|  |              |                 |                 |       |               |                   |                   |                   |  | K  | Internacional     | 2 (5)             |                   |  |    |                 |            |            |  |   |                 |             |        |
|  |              | M               | São Paulo       | 2 (6) |               |                   |                   |                   |  |    |                   |                   |                   |  |    |                 |            |            |  |   |                 |             |        |
|  | M            | M               | São Paulo       | 2 (6) | São Paulo     | 5                 |                   |                   |  |    |                   |                   |                   |  |    |                 |            |            |  |   |                 |             |        |
|  | M            |                 |                 |       | São Paulo     | 5                 |                   |                   |  |    |                   |                   |                   |  |    |                 |            |            |  |   |                 |             |        |
|  | 1º           | Juventus        | 0               |       |               |                   |                   |                   |  |    |                   |                   |                   |  |    |                 |            |            |  |   |                 |             |        |
|  | 1º           | Juventus        | 0               |       | M             | São Paulo         | 4                 |                   |  |    |                   |                   |                   |  |    |                 |            |            |  |   |                 |             |        |
|  |              |                 |                 |       | M             | São Paulo         | 4                 |                   |  |    |                   |                   |                   |  |    |                 |            |            |  |   |                 |             |        |
|  |              | N               | Barueri         | 1     |               |                   |                   |                   |  |    |                   |                   |                   |  |    |                 |            |            |  |   |                 |             |        |
|  | N            | N               | Barueri         | 1     | Barueri       | 3                 |                   |                   |  |    |                   |                   |                   |  |    |                 |            |            |  |   |                 |             |        |
|  | N            |                 |                 |       | Barueri       | 3                 |                   |                   |  |    |                   |                   |                   |  |    |                 |            |            |  |   |                 |             |        |
|  | 2º           | São José        | 0               |       |               |                   |                   |                   |  |    |                   |                   |                   |  |    |                 |            |            |  |   |                 |             |        |
|  | 2º           | São José        | 0               |       |               |                   |                   |                   |  |    |                   |                   |                   |  |    |                 |            |            |  | H | Atl. Paranaense | 1           |        |
|  |              |                 |                 |       |               |                   |                   |                   |  |    |                   |                   |                   |  |    |                 |            |            |  | H | Atl. Paranaense | 1           |        |
|  |              |                 |                 |       |               |                   |                   |                   |  |    |                   |                   |                   |  |    |                 |            |            |  |   | S               | Corinthians | 2      |
|  | O            | Palmeiras       | 2               |       |               |                   |                   |                   |  |    |                   |                   |                   |  |    |                 |            |            |  |   | S               | Corinthians | 2      |
|  | O            | Palmeiras       | 2               |       |               |                   |                   |                   |  |    |                   |                   |                   |  |    |                 |            |            |  |   |                 |             |        |
|  | 3º           | Paraná          | 3               |       |               |                   |                   |                   |  |    |                   |                   |                   |  |    |                 |            |            |  |   |                 |             |        |
|  | 3º           | Paraná          | 3               |       | 3º            | Paraná            | 2                 |                   |  |    |                   |                   |                   |  |    |                 |            |            |  |   |                 |             |        |
|  |              |                 |                 |       | 3º            | Paraná            | 2                 |                   |  |    |                   |                   |                   |  |    |                 |            |            |  |   |                 |             |        |
|  |              | P               | Atl. Sorocaba   | 1     |               |                   |                   |                   |  |    |                   |                   |                   |  |    |                 |            |            |  |   |                 |             |        |
|  | P            | P               | Atl. Sorocaba   | 1     | Atl. Sorocaba | 2                 |                   |                   |  |    |                   |                   |                   |  |    |                 |            |            |  |   |                 |             |        |
|  | P            |                 |                 |       | Atl. Sorocaba | 2                 |                   |                   |  |    |                   |                   |                   |  |    |                 |            |            |  |   |                 |             |        |
|  | 4º           | São Caetano     | 1               |       |               |                   |                   |                   |  |    |                   |                   |                   |  |    |                 |            |            |  |   |                 |             |        |
|  | 4º           | São Caetano     | 1               |       |               |                   |                   |                   |  | 3º | Paraná            | 1                 |                   |  |    |                 |            |            |  |   |                 |             |        |
|  |              |                 |                 |       |               |                   |                   |                   |  | 3º | Paraná            | 1                 |                   |  |    |                 |            |            |  |   |                 |             |        |
|  |              | 5º              | Avaí            | 2     |               |                   |                   |                   |  |    |                   |                   |                   |  |    |                 |            |            |  |   |                 |             |        |
|  | Q            | 5º              | Avaí            | 2     | Vasco da Gama | 0                 |                   |                   |  |    |                   |                   |                   |  |    |                 |            |            |  |   |                 |             |        |
|  | Q            |                 |                 |       | Vasco da Gama | 0                 |                   |                   |  |    |                   |                   |                   |  |    |                 |            |            |  |   |                 |             |        |
|  | 5º           | Avaí            | 1               |       |               |                   |                   |                   |  |    |                   |                   |                   |  |    |                 |            |            |  |   |                 |             |        |
|  | 5º           | Avaí            | 1               |       | 5º            | Avaí              | 5                 |                   |  |    |                   |                   |                   |  |    |                 |            |            |  |   |                 |             |        |
|  |              |                 |                 |       | 5º            | Avaí              | 5                 |                   |  |    |                   |                   |                   |  |    |                 |            |            |  |   |                 |             |        |
|  |              | R               | Goiás           | 2     |               |                   |                   |                   |  |    |                   |                   |                   |  |    |                 |            |            |  |   |                 |             |        |
|  | R            | R               | Goiás           | 2     | Goiás         | 2                 |                   |                   |  |    |                   |                   |                   |  |    |                 |            |            |  |   |                 |             |        |
|  | R            |                 |                 |       | Goiás         | 2                 |                   |                   |  |    |                   |                   |                   |  |    |                 |            |            |  |   |                 |             |        |
|  | 6º           | Desp. Brasil    | 1               |       |               |                   |                   |                   |  |    |                   |                   |                   |  |    |                 |            |            |  |   |                 |             |        |
|  | 6º           | Desp. Brasil    | 1               |       |               |                   |                   |                   |  |    |                   |                   |                   |  | 5º | Avaí            | 1 (2)      |            |  |   |                 |             |        |
|  |              |                 |                 |       |               |                   |                   |                   |  |    |                   |                   |                   |  | 5º | Avaí            | 1 (2)      |            |  |   |                 |             |        |
|  |              | S               | Corinthians     | 1 (3) |               |                   |                   |                   |  |    |                   |                   |                   |  |    |                 |            |            |  |   |                 |             |        |
|  | S            | S               | Corinthians     | 1 (3) | Corinthians   | 2                 |                   |                   |  |    |                   |                   |                   |  |    |                 |            |            |  |   |                 |             |        |
|  | S            |                 |                 |       | Corinthians   | 2                 |                   |                   |  |    |                   |                   |                   |  |    |                 |            |            |  |   |                 |             |        |
|  | 7º           | Sertãozinho     | 1               |       |               |                   |                   |                   |  |    |                   |                   |                   |  |    |                 |            |            |  |   |                 |             |        |
|  | 7º           | Sertãozinho     | 1               |       | S             | Corinthians       | 3                 |                   |  |    |                   |                   |                   |  |    |                 |            |            |  |   |                 |             |        |
|  |              |                 |                 |       | S             | Corinthians       | 3                 |                   |  |    |                   |                   |                   |  |    |                 |            |            |  |   |                 |             |        |
|  |              | T               | Ponte Preta     | 1     |               |                   |                   |                   |  |    |                   |                   |                   |  |    |                 |            |            |  |   |                 |             |        |
|  | T            | T               | Ponte Preta     | 1     | Ponte Preta   | 2 (4)             |                   |                   |  |    |                   |                   |                   |  |    |                 |            |            |  |   |                 |             |        |
|  | T            |                 |                 |       | Ponte Preta   | 2 (4)             |                   |                   |  |    |                   |                   |                   |  |    |                 |            |            |  |   |                 |             |        |
|  | 8º           | Portuguesa      | 2 (3)           |       |               |                   |                   |                   |  |    |                   |                   |                   |  |    |                 |            |            |  |   |                 |             |        |
|  | 8º           | Portuguesa      | 2 (3)           |       |               |                   |                   |                   |  | S  | Corinthians       | 3                 |                   |  |    |                 |            |            |  |   |                 |             |        |
|  |              |                 |                 |       |               |                   |                   |                   |  | S  | Corinthians       | 3                 |                   |  |    |                 |            |            |  |   |                 |             |        |
|  |              | U               | Fluminense      | 0     |               |                   |                   |                   |  |    |                   |                   |                   |  |    |                 |            |            |  |   |                 |             |        |
|  | U            | U               | Fluminense      | 0     | Fluminense    | 1                 |                   |                   |  |    |                   |                   |                   |  |    |                 |            |            |  |   |                 |             |        |
|  | U            |                 |                 |       | Fluminense    | 1                 |                   |                   |  |    |                   |                   |                   |  |    |                 |            |            |  |   |                 |             |        |
|  | 9º           | Rio Claro       | 0               |       |               |                   |                   |                   |  |    |                   |                   |                   |  |    |                 |            |            |  |   |                 |             |        |
|  | 9º           | Rio Claro       | 0               |       | U             | Fluminense        | 1                 |                   |  |    |                   |                   |                   |  |    |                 |            |            |  |   |                 |             |        |
|  |              |                 |                 |       | U             | Fluminense        | 1                 |                   |  |    |                   |                   |                   |  |    |                 |            |            |  |   |                 |             |        |
|  |              | V               | América         | 0     |               |                   |                   |                   |  |    |                   |                   |                   |  |    |                 |            |            |  |   |                 |             |        |
|  | V            | V               | América         | 0     | América       | 6                 |                   |                   |  |    |                   |                   |                   |  |    |                 |            |            |  |   |                 |             |        |
|  | V            |                 |                 |       | América       | 6                 |                   |                   |  |    |                   |                   |                   |  |    |                 |            |            |  |   |                 |             |        |
|  | 10º          | América         | 0               |       |               |                   |                   |                   |  |    |                   |                   |                   |  |    |                 |            |            |  |   |                 |             |        |

### Segunda fase
| 13 de janeiro | Cruzeiro                                                      | 5 – 0 | Juventude | Estádio Novelli Jr., Itú |
| 14:00         | Bernardo 32', 66' · Norberto 38' · Dudu 49' · Diego 83' (pen) |       |           |                          |

| 13 de janeiro | Fluminense | 1 – 0 | Rio Claro | Estádio Ninho do Corvo, Guarulhos |
| 16:00         | Neves 72'  |       |           |                                   |

| 13 de janeiro | Vasco da Gama | 0 – 1 | Avaí             | Estádio Bruno Lazzarini, Leme |
| 18:30         |               |       | Marcos Paulo 34' |                               |

| 13 de janeiro | Corinthians                         | 2 – 1 | Sertãozinho | Estádio Prof. Luís Augusto de Oliveira, São Carlos |
| 20:30         | Fernando Henrique 13' Guilherme 37' |       | Felipe 20'  |                                                    |

| 14 de janeiro | Ponte Preta           | 2 – 2 | Portuguesa       | Estádio José Ferez, Taboão da Serra |
| 14:00         | Renan 16' · Tinga 21' |       | Ronaldo 37', 88' |                                     |

|  |       | Penalidades |
|  | 4 – 3 |             |

| 14 de janeiro | Vila Nova | 1 – 1 | Figueirense | Estádio Luís Perissinoto, Paulínia |
| 16:00         | Diego 29' |       | Mateus 80'  |                                    |

|  |       | Penalidades |
|  | 2 – 4 |             |

| 14 de janeiro | Atlético Sorocaba              | 2 – 1 | São Caetano | Estádio Ítalo Mário Limongi, Indaiatuba |
| 16:00         | John Lennon 2' · Danilinho 10' |       | Mario 76'   |                                         |

| 14 de janeiro | América                                                                          | 6 – 0 | América | Estádio Nicolau Alayon, São Paulo |
| 16:00         | Otávio 4' · Gláucio 39' · Danilo 48' (pen), 68' (pen) · Ronaldo 82' · Thiago 85' |       |         |                                   |

| 14 de janeiro | Goiás                          | 2 – 1 | Desportivo Brasil | Estádio Hermínio Esposito, Embu das Artes |
| 16:00         | Marcos Paulo 2' · Jonathan 74' |       | Liliu 63'         |                                           |

| 14 de janeiro | Barueri                               | 3 – 0 | São José | Arena Barueri, Barueri |
| 16:00         | Ederson 45+2' · Juan 58' · Felipe 83' |       |          |                        |

| 14 de janeiro | Santos                                                  | 4 – 0 | Guarani | Centro Olímpico, Cerquilho |
| 16:00         | Neymar 38', 63' · Alan Patrick 40' · Serginho 50' (pen) |       |         |                            |

| 14 de janeiro | Grêmio      | 1 – 2 | Atlético Paranaense            | Estádio Joaquim de Morais Filho, Taubaté |
| 18:30         | Pessali 89' |       | Alan Evangelista 24', Raul 28' |                                          |

| 14 de janeiro | Flamengo                                                                      | 4 – 5 | Fortaleza                                                     | Estádio Novelli Júnior, Itu |
| 20:30         | Vinícius Paquetá 28' · Jóbson 45' · Bruno Paulo 46' · Marcos Weil 90+4' (pen) |       | Ronaldo 15' · Adaílton 32', 75' · Bambam 40' · Bismarck 45+1' |                             |

| 15 de janeiro | Palmeiras                             | 2 – 3 | Paraná                           | Estádio Cândido de Barros, Araraquara |
| 16:00         | Felipe 84' (pen) · Guilherme Lyra 85' |       | Maicon 2' · Bruno 24', 28' (pen) |                                       |

| 15 de janeiro | Internacional                         | 4 – 0 | Rio Branco | Estádio Martins Pereira, São José dos Campos |
| 18:30         | Elton 2' · Juliano 10' · Léo 20', 64' |       |            |                                              |

| 15 de janeiro | São Paulo                                                         | 5 – 0 | Juventus | Estádio Augusto Schmidt Filho, Rio Claro |
| 20:30         | Oscar 19' · Jackson 29' · Júlio Cézar 40', 58' · Lucas Gaúcho 83' |       |          |                                          |

### Oitavas-de-finais
| 17 de janeiro | Fluminense | 1 – 0 | América | Estádio Nicolau Alayon, São Paulo |
| 14:00         | Dori 86'   |       |         |                                   |

| 17 de janeiro | Fortaleza     | 1 – 1 | Atlético Paranaense | Centro Olímpico, Cerquilho |
| 16:00         | Reginaldo 69' |       | Raul 58'            |                            |

|  |       | Penalidades |
|  | 2 – 4 |             |

| 17 de janeiro | Santos       | 1 – 2 | Cruzeiro          | Estádio Teixeirão, São José do Rio Preto |
| 16:00         | Serginho 11' |       | Bernardo 20', 86' |                                          |

| 17 de janeiro | Corinthians                   | 3 – 1 | Ponte Preta | Estádio Luiz Augusto de Oliveira, São Carlos |
| 18:30         | Boquita 16', 66' · Sílvio 92' |       | Juninho 55' |                                              |

| 18 de janeiro | Avaí                                                                                | 5 – 2 | Goiás            | Estádio Bruno Lazzarini, Leme |
| 10:00         | Cristian 35', 73' · Marcos Paulo 47' · Laércio Carreirinha 60' · Renan Oliveira 81' |       | Jonathan 9', 85' |                               |

| 18 de janeiro | Figueirense | 0 – 2 | Internacional            | Estádio Luís Perissinoto, Paulínia |
| 14:00         |             |       | Léo 44' · Marquinhos 70' |                                    |

| 18 de janeiro | Paraná           | 2 – 1 | Atlético Sorocaba | Estádio José Ferez, Taboão da Serra |
| 16:00         | Bruninho 9', 45' |       | Renan Bibiano 29' |                                     |

| 18 de janeiro | São Paulo                                            | 4 – 1 | Barueri     | Estádio Augusto Schmidt Filho, Rio Claro |
| 18:30         | Bruno Uvini 35' · Henrique 38', 79' · Wellington 53' |       | Portuga 20' |                                          |

### Quartas-de-finais
| 20 de janeiro | Paraná          | 1 – 2 | Avaí                  | Estádio Nicolau Alayon, São Paulo |
| 14:00         | Élvis 27' (pen) |       | Jhonny 10' · Luan 15' |                                   |

| 20 de janeiro | Cruzeiro                                                       | 4 – 5 | Atlético Paranaense                                                               | Estádio Nicolau Alayon, São Paulo |
| 16:00         | Tiago 38' · Bernardo 68' (pen) · Norberto 80' · Thiaguinho 83' |       | Manoel 30' · Eduardo Salles 43' (pen) · Patrick 47' · Alan Evangelista 85', 90+1' |                                   |

| 20 de janeiro | Corinthians                             | 3 – 0 | Fluminense | Estádio Luiz Augusto de Oliveira, São Carlos |
| 18:30         | Jadson 40' · Sacha 53' · Marcelinho 72' |       |            |                                              |

| 20 de janeiro | Internacional                    | 2 – 2 | São Paulo                         | Estádio Augusto Schmidt Filho, Rio Claro |
| 20:30         | Bruno Uvini 23' (g.c.) · Léo 88' |       | Bruno Uvini 32' · Júlio Cezar 62' |                                          |

|  |       | Penalidades |
|  | 5 – 6 |             |

### Semifinais
| 23 de janeiro | Atlético Paranaense          | 2 – 1 | São Paulo       | Estádio Augusto Schmidt Filho, Rio Claro |
| 18:30         | Raul 65' (pen) · Marcelo 66' |       | Bruno Uvini 20' |                                          |

| 23 de janeiro | Avaí         | 1 – 1 | Corinthians    | Estádio do Pacaembu, São Paulo |
| 20:30         | Cristian 31' |       | Marcelinho 55' |                                |

|                                                 |       | Penalidades                                                      |  |
| Renan Oliveira Jhonny Juninho Luan Luiz Ricardo | 2 – 3 | Marcelinho Sacha Fernando Henrique Vinícius Ramos Bruno Bertucci |  |

### Final
| 25 de janeiro | Atlético Paranaense | 1 – 2 | Corinthians                          | Estádio do Pacaembu, São Paulo                   |
| 11:00         | Patrick 84'         |       | Fernando Henrique 77' · Jadson 83' · | Público: 34,519 Árbitro: SP Fábio Volpato Mendes |

- Atlético-PR: Santos; Raul, Manoel, Marcão (Guilherme) e Bruno Costa ; Denis, Fransergio, William e Lucas Sotero (Bruno); Eduardo Sales (Marcelo) e Patrick. Técnico: Marquinhos Santos
- Corinthians: André Dias; Rafael Almeida , Nando, Guilherme  e Bruno Bertucci; Douglas, Marcelinho, Sasha e Fernando Henrique (Arnon); Boquita  e Jadson (Vinicius). Técnico: Adaílton Ladeira

## Premiação
| Copa São Paulo de Futebol Júnior de 2009 |
| ---------------------------------------- |
| CORINTHIANS Campeão (7º título)          |

## Artilharia
Esses são os principais artilheiros (lista parcial):
| 9 gols (1) - Bernardo (Cruzeiro) 8 gols (1) - Henrique (São Paulo) 7 gols (1) - Johnathan (Goiás) 6 gols (2) - Bruno (Paraná) - Marcelinho (Corinthians) 5 gols (6) - André (Santos) - Carlos Antônio (Vasco) - Danilo (América-MG) - Dori (Fluminense) - Elvis (Paraná) - Maicon (Paraná) 4 gols (14) - Adaílton (Fortaleza) - Bruno Uvini (São Paulo) - Laércio Carreirinha (Avaí) - Cristian (Avaí) - Júlio Cézar (São Paulo) - Leo (Internacional) - Marllon (Fortaleza) - Marquinhos (Internacional) - Norberto (Cruzeiro) - Patrick (Atlético-PR) - Paraíba (Mirassol) - Raul (Atlético-PR) | 4 gols (continuação) - Romarinho (Rio Branco) - Wesley (Grêmio) - Alan Evangelista (Atlético-PR) 3 gols (35) - Anderson (Vila Nova) - Anderson Lima (São José) - Baiano (Lemense) - Bambam (Fortaleza) - Bi (CRB) - Bruno (CENE) - Bruno (Flamengo-RJ) - Bruno Veiga (Fluminense) - Cauan (Marília) - Chicão (Taboão da Serra) - Daniel (Ferroviária) - Danilo (Rondoniense) - Eder (América-SP) - Fabricio (Vila Nova) - Felipe (Juventus) - Fernando Henrique (Corinthians) - Guilherme (Desportivo Brasil) - Juninho (Ponte Preta) - Manoel (Atlético-PR) - Medina (Avaí) - Murilo Gomes (Palmeiras) - Neymar (Santos) - Oscar (São Paulo) - Paulinho (ABC) - Pessalli (Grêmio) - Peterson (Sorocaba) - Pirajú (Portuguesa) - Rhayner (Barueri) - Ricardo Goulart (Santo André) - Roberto (Figueirense) - Ronaldo (Portuguesa) | 3 gols (continuação) - Serginho (Santos) - Tiago (América-MG) - William (São Caetano) - Wellington (São Paulo) 2 gols (67) - Acosta (São Bernardo) - Alan (Santos) - Alex (Palmeiras) - Alfredo (São Paulo) - Amaral (Vila Nova) - Anderson (Botafogo) - Barel (São José) - Bismarck (Fortaleza) - Boquita (Corinthians) - Camacho (Flamengo-RJ) - Carlos André (Vitória) - Christian (União) - Cleiton (Grêmio) - Danilinho (Sorocaba) - Denis (Santos) - Douglas (Bahia) - Douglas Camillo (Barueri) - Dudu (Cruzeiro) - Eduardo (ABC) - Elton (Internacional) - Emerson (Goiás) - Evandro (Campinas) - Fábio (Goiás) - Fagner (Atlético-PR) - Feijão (Jacareí) - Felipe (Sertãozinho) - Felipe (Taboão da Serra) - Francis (Rondoniense) - Glaucio (América-MG) - Guilherme Lyra (Palmeiras) | 2 gols (continuação) - Igor (Goiás) - Índio (Juventude) - Jadson (Corinthians) - Jaques (Juventus) - Jean (Rio Branco) - Jeferson Silva (Vasco) - Jefferson (Sertãozinho) - João (Campinas) - Joaozinho (Noroeste) - John Lenon (Sorocaba) - Jonathan (Juventus) - Juliano (Internacional) - Limão (São Caetano) - Lucca (Araguaína) - Marcelo (Juventus-AC) - Marcos Paulo (Avaí) - Maxson (Hortolândia) - Nei (Lemense) - Paquetá (Flamengo-RJ) - Paulo Henrique (Castanhal) - Portuga (Barueri) - Ramos (Noroeste) - Renan (Barueri) - Roberto (Figueirense) - Rogério (Guarani) - Samuel (São José) - Salles (Atlético-PR) - Thiaguinho (Cruzeiro) - Tiago (Noroeste) - Tinga (Ponte Preta) - Tito (São José) - Toco (Mirassol) - Ventura (Nacional) - Vinicius (São José) - Wellington (Fluminense) - Wesley (Força) - Zezinho (Juventude) |